# Ernest Linton
Albert Ernest "Skin" Linton (Escòcia, 17 de febrer de 1880 - Galt, Ontario, 6 d'agost de 1957) va ser un futbolista i jugador d'hoquei sobre gel canadenc que va competir a principis del segle xx. El 1904 va prendre part en els Jocs Olímpics de Saint Louis, on guanyà la medalla d'or en la competició de futbol com a membre del Galt F.C., que representava el Canadà. Jugà de porter i no rebé cap gol en els dos partits disputats en aquesta competició.
Durant la Primera Guerra Mundial va servir a la "Canadian Expeditionary Force".